# Colpa quinquecincta
Colpa quinquecincta ist ein Hautflügler aus der Familie der Dolchwespen (Scoliidae).

## Merkmale
Die Wespen haben eine Körperlänge von 8 bis 17 Millimetern (Weibchen) bzw. 9 bis 15 Millimetern (Männchen). Die Weibchen sind entweder ganz schwarz oder ihr zweites und drittes Tergit ist rot, sie haben keine gelben Flecken. Die Behaarung ist weiß. Die Stirn trägt oberhalb der Fühlereinlenkungen eine glänzende Querrinne. Die Vorderflügel haben je zwei Cubital- und Diskoidalzellen. Die Schienen (Tibien) an den Hinterbeinen tragen zwei schmale Sporne, von denen der eine stumpf und der andere Spitz ist. Die Männchen sind schwarz und haben gelbe Flecken auf Pronotum, Postscutellum, den Tibien und den Tergiten. Auf den Tergiten befindet sich ein seitlich und mittig verbreitertes Querband. Bei den Vorderflügeln sind zwei Diskoidal- und zwei bis drei Cubitalzellen ausgebildet. Die beiden Dorne an den Hinterschienen sind spitz. 

## Vorkommen und Lebensweise
Die Art ist in Südeuropa sowie im Aostatal verbreitet. Welche Arten die Larven parasitieren, ist unbekannt.

## Belege
F. Amiet: Fauna Helvetica 23: Vespoidea 1. Centre Suisse de Cartographie de la Faune, 2008, ISBN 978-2-88414-035-5.